# Aspalathus lanceifolia
Aspalathus lanceifolia är en ärtväxtart som beskrevs av Rolf Martin Theodor Dahlgren. Aspalathus lanceifolia ingår i släktet Aspalathus och familjen ärtväxter. Inga underarter finns listade i Catalogue of Life.